# غوستاف كولن
غوستاف كولن (بالفرنسية: Gustave Colin)‏ هو محامي وكاتب وسياسي فرنسي، ولد في 2 أبريل 1814 في فرنسا، وتوفي بنفس المكان في 12 نوفمبر 1880.

## مناصب
- انتخب قاضي صلح [الإنجليزية]‏.
- انتخب عضو المجلس العام  [لغات أخرى]‏.
- انتخب نائب فرنسي (14 أكتوبر 1877 – 12 نوفمبر 1880).
- انتخب نائب فرنسي (20 فبراير 1876 – 25 يونيو 1877).